# XPL (protocole)
xPL (eXtremely simPle protocoL) est un protocole ouvert et simple de communication utilisé principalement en domotique. Il est basé sur l'échange de messages bien définis entre des équipements domestiques par l'intermédiaire de concentrateurs.
Il est simple à mettre en œuvre et fait partie d'appareils comportant le principe « branchez et utilisez ». Sa devise : « léger sur le câble par conception ».
Dans un réseau local, il utilise le protocole UDP.
Ce protocole dérive du protocole xAP,.
Le support de ce protocole est abandonné depuis le 8 septembre 2016 par l'équipe qui l'avait initié.

## Architecture

### Structure générale
Les systèmes utilisant le protocole sont constitués de capteurs, de modules comprenant le xPL et de l'ensemble du matériel nécessaire à son fonctionnement (alimentations, etc.).

### Messages
Les messages suivent un format de texte brut.
Exemple de message :
```
xpl-cmnd
{
hop=1
source=xpl-xplhal.mamaison
target=acme-cm12.server
}
control.basic
{
command=on
device=b2
}

```

### Le maître
C'est le serveur principal du système appelé xPLHal. Il envoie des messages de découverte des périphériques connectés.

### Les éléments de configuration
Les constructeurs de matériels peuvent fournir des fichiers au format XML, ce qui facilite l'intégration rapide de leurs matériels dans le système.

### Les concentrateurs
Ces éléments ont pour rôle d'assurer les interconnexions entre les différents modules et périphériques constituant le système. Ils sont basés sur un principe équivalent à celui des concentrateurs Ethernet

### Les ponts
Des ponts assurent la communication avec d'autres réseaux ou sous-réseaux, par exemple, avec un réseau Ethernet.

### Les plateformes
Développé à l'origine sur le système d'exploitation Linux, il comporte des adaptations et des logiciels pour OS X et Microsoft Windows.